# Freestyle ai XXIII Giochi olimpici invernali
Le gare di freestyle ai XXIII Giochi olimpici invernali di Pyeongchang, in Corea del Sud, si sono svolte dal 9 al 23 febbraio 2018 al Bokwang Phoenix Park. Erano in programma cinque competizioni maschili ed altrettante femminili, nelle seguenti discipline: salti, halfpipe, slopestyle, gobbe e ski cross.

## Calendario
| Uomini |  |  |       | Gobbe |  |  |  |       |            | Slopestyle Salti |  |          | Ski cross | Halfpipe |           | 5  |
| Donne  |  |  | Gobbe |       |  |  |  | Salti | Slopestyle |                  |  | Halfpipe |           |          | Ski cross | 5  |
| Totale |  |  | 1     | 1     |  |  |  | 1     | 1          | 2                |  | 1        | 1         | 1        | 1         | 10 |

## Podi

### Uomini
| Evento                | Oro                 | Tempo/Punti | Argento            | Tempo/Punti        | Bronzo                 | Tempo/Punti   |
| Gobbe (dettagli)      | Mikaël Kingsbury    | 86,63 pt.   | Matt Graham        | 82,57 pt.          | Daichi Hara            | 82,19 pt.     |
| Halfpipe (dettagli)   | David Wise          | 97,20 pt.   | Alex Ferreira      | 96,40 pt.          | Nico Porteous          | 94,80 pt.     |
| Salti (dettagli)      | Oleksandr Abramenko | 128,51 pt.  | Jia Zongyang       | 128,05 pt.         | Il'ja Burov            | 122,17 pt.    |
| Ski cross (dettagli)  | Brady Leman         | Brady Leman | Marc Bischofberger | Marc Bischofberger | Sergej Ridzik          | Sergej Ridzik |
| Slopestyle (dettagli) | Øystein Bråten      | 95,00 pt.   | Nick Goepper       | 93,60 pt.          | Alex Beaulieu-Marchand | 92,40 pt.     |

### Donne
| Evento                | Oro             | Tempo/Punti  | Argento                 | Tempo/Punti     | Bronzo          | Tempo/Punti |
| Gobbe (dettagli)      | Perrine Laffont | 78,65 pt.    | Justine Dufour-Lapointe | 78,56 pt.       | Julija Galyševa | 77,40 pt.   |
| Halfpipe (dettagli)   | Cassie Sharpe   | 95,80 pt.    | Marie Martinod          | 92,60 pt.       | Brita Sigourney | 91,60 pt.   |
| Salti (dettagli)      | Hanna Hus'kova  | 96,14 pt.    | Zhang Xin               | 95,52 pt.       | Kong Fanyu      | 70,14 pt.   |
| Ski cross (dettagli)  | Kelsey Serwa    | Kelsey Serwa | Brittany Phelan         | Brittany Phelan | Fanny Smith     | Fanny Smith |
| Slopestyle (dettagli) | Sarah Höfflin   | 91,20 pt.    | Mathilde Gremaud        | 88,00 pt.       | Isabel Atkin    | 84,60 pt.   |

## Medagliere
| Pos.   | Paese                        | Oro | Argento | Bronzo | Totale |
| ------ | ---------------------------- | --- | ------- | ------ | ------ |
| 1      | Canada                       | 4   | 2       | 1      | 7      |
| 2      | Svizzera                     | 1   | 2       | 1      | 4      |
| 2      | Stati Uniti                  | 1   | 2       | 1      | 4      |
| 4      | Francia                      | 1   | 1       | 0      | 2      |
| 5      | Bielorussia                  | 1   | 0       | 0      | 1      |
| 5      | Norvegia                     | 1   | 0       | 0      | 1      |
| 5      | Ucraina                      | 1   | 0       | 0      | 1      |
| 8      | Cina                         | 0   | 2       | 1      | 3      |
| 9      | Australia                    | 0   | 1       | 0      | 1      |
| 10     | Atleti Olimpici dalla Russia | 0   | 0       | 2      | 2      |
| 11     | Giappone                     | 0   | 0       | 1      | 1      |
| 11     | Gran Bretagna                | 0   | 0       | 1      | 1      |
| 11     | Kazakistan                   | 0   | 0       | 1      | 1      |
| 11     | Nuova Zelanda                | 0   | 0       | 1      | 1      |
| Totale | Totale                       | 10  | 10      | 10     | 30     |